# Liste der bayerischen Gesandten in Russland
Dies ist eine Liste der bayerischen Gesandten in Russland.

## Gesandte
1742: Aufnahme diplomatischer Beziehungen
1746–1788: keine diplomatischer Beziehungen
- 1788–1797: Anton Anselm Capellini von Wickenburg (1750–1813)[1]

...

Franz Gabriel von Bray

- 1799–1800: Franz Gabriel von Bray (1765–1832)

...
- 1808–1812: Franz Gabriel von Bray (1765–1832)
- 1812–1816: vakant
- 1816–1823: Franz Gabriel von Bray (1765–1832)
- 1824–1832: Friedrich August von Gise (1783–1860)
- 1832–1839: Maximilian von und zu Lerchenfeld auf Köfering (1799–1859)
- 1840–1842: Franz Oliver von Jenison-Walworth (1787–1867)
- 1843–1848: Otto von Bray-Steinburg (1807–1899)
- 1848–1849: vakant
- 1849–1858: Franz Gabriel von Bray (1765–1832)
- 1858–1860: Ludwig de Garnerin von Montgelas (1814–1892)
- 1860–1866: Maximilian Joseph Freiherr Pergler von Perglas (1817–1893)
- 1867–1869: Carl von Tauffkirchen-Guttenburg (1826–1895)
- 1870–1877: Friedrich Truchseß von Wetzhausen (1825–1894)
- 1877–1880: Friedrich Fugger von Kirchberg und Weißenhorn (1825–1896)
- 1880–1880: Rudolf von Tautphoeus (1838–1885)
- 1880–1883: Gideon von Rudhart (1833–1898)
- 1883–1903: Rudolf von Gasser (1829–1904)
- 1903–1906: Georg von und zu Guttenberg (1858–1935)
- 1906–1909: Karl Moy de Sons (1863–1932)
- 1909–1914: Ernst von Grunelius (1864–1943)

1914: Abbruch der diplomatischen Beziehungen